# Maurer-Union
Maurer-Union fu un costruttore automobilistico di Norimberga.

## Storia

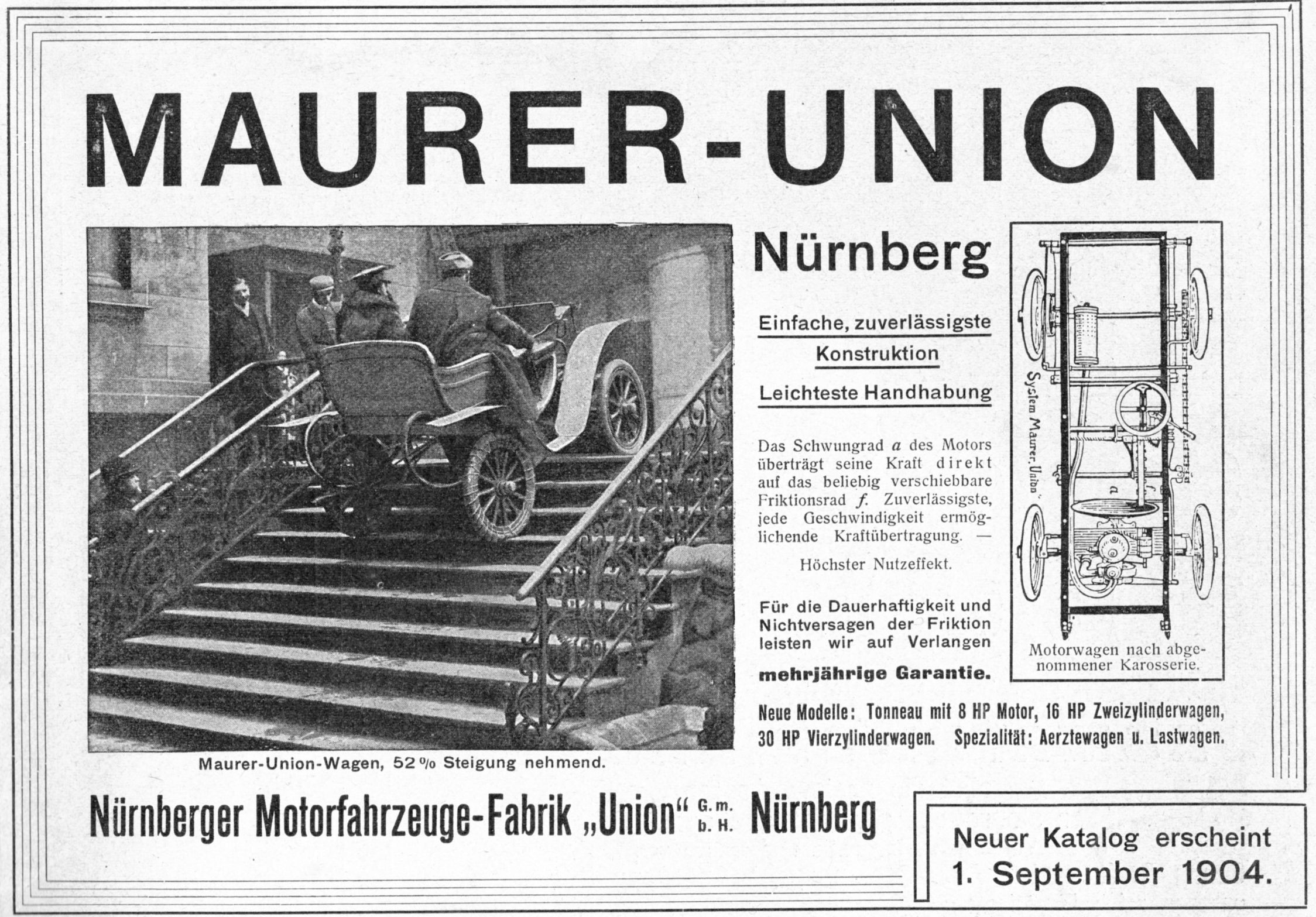
Pubblicità del 1904

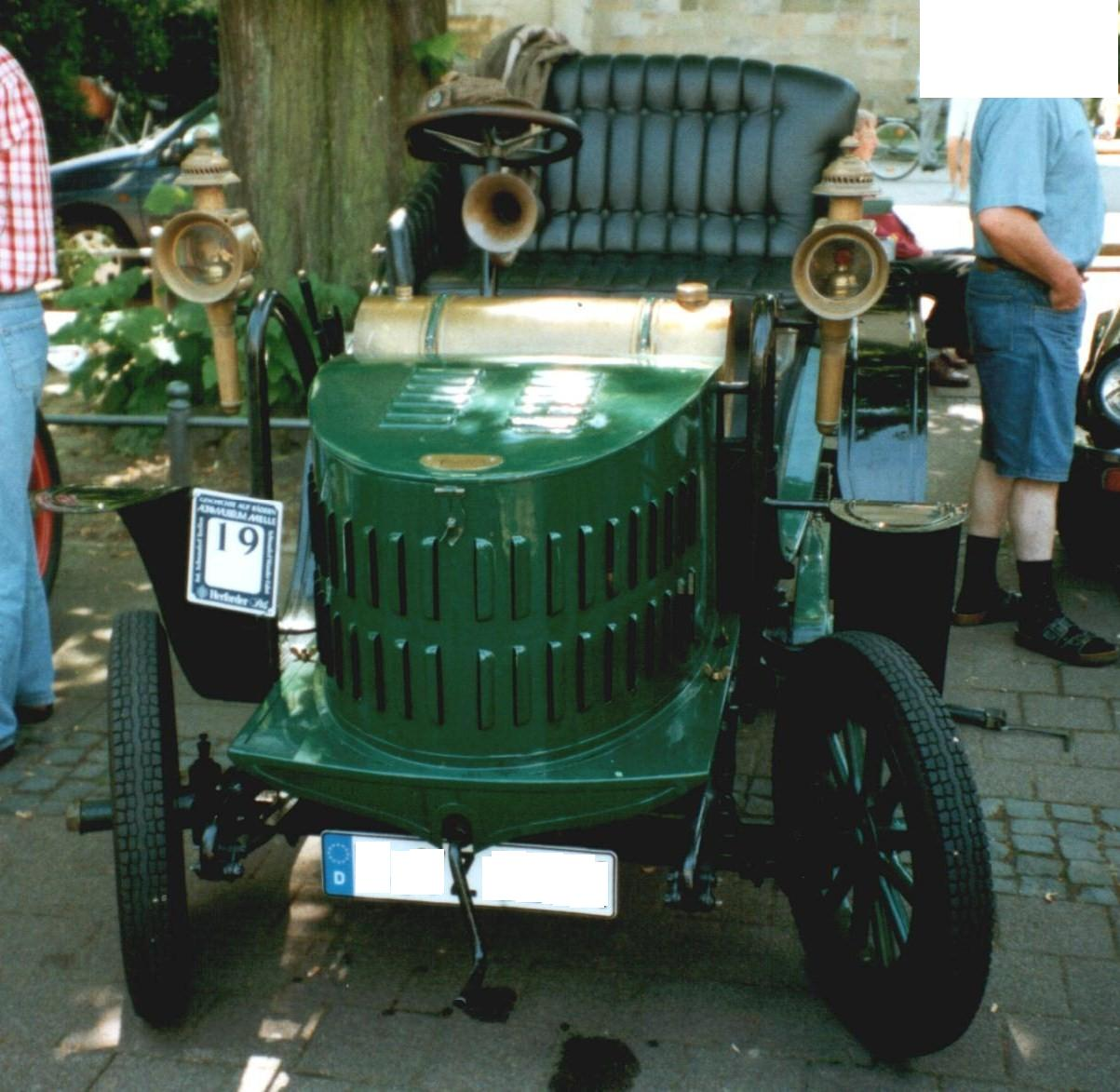
Maurer-Union del 1902

La società produsse dal 1900 al 1910 con una forza lavoro di 400 dipendenti e 300-400 autoveicoli all'anno. Un interessante prodotto fu un'automobile con uno dei primi esempi di cambio automatico.
Dal 1907 vennero costruiti anche autocarri. Così Ludwig Maurer divenne uno dei maggiori costruttori della Germania. Il successo non durò molto. Dopo essere entrato in disaccordo con dei creditori dovette lasciare l'azienda nel 1908. Un anno più tardi la Justus Christian Braun Premier-Werke comprò lo stabilimento.
Nel 1923-1924 Ludwig Maurer ritornò a costruire auto. Con il marchio Maurer venne commercializzata una utilitaria con motore due cilindri a due tempi.